# Massaker von Boston

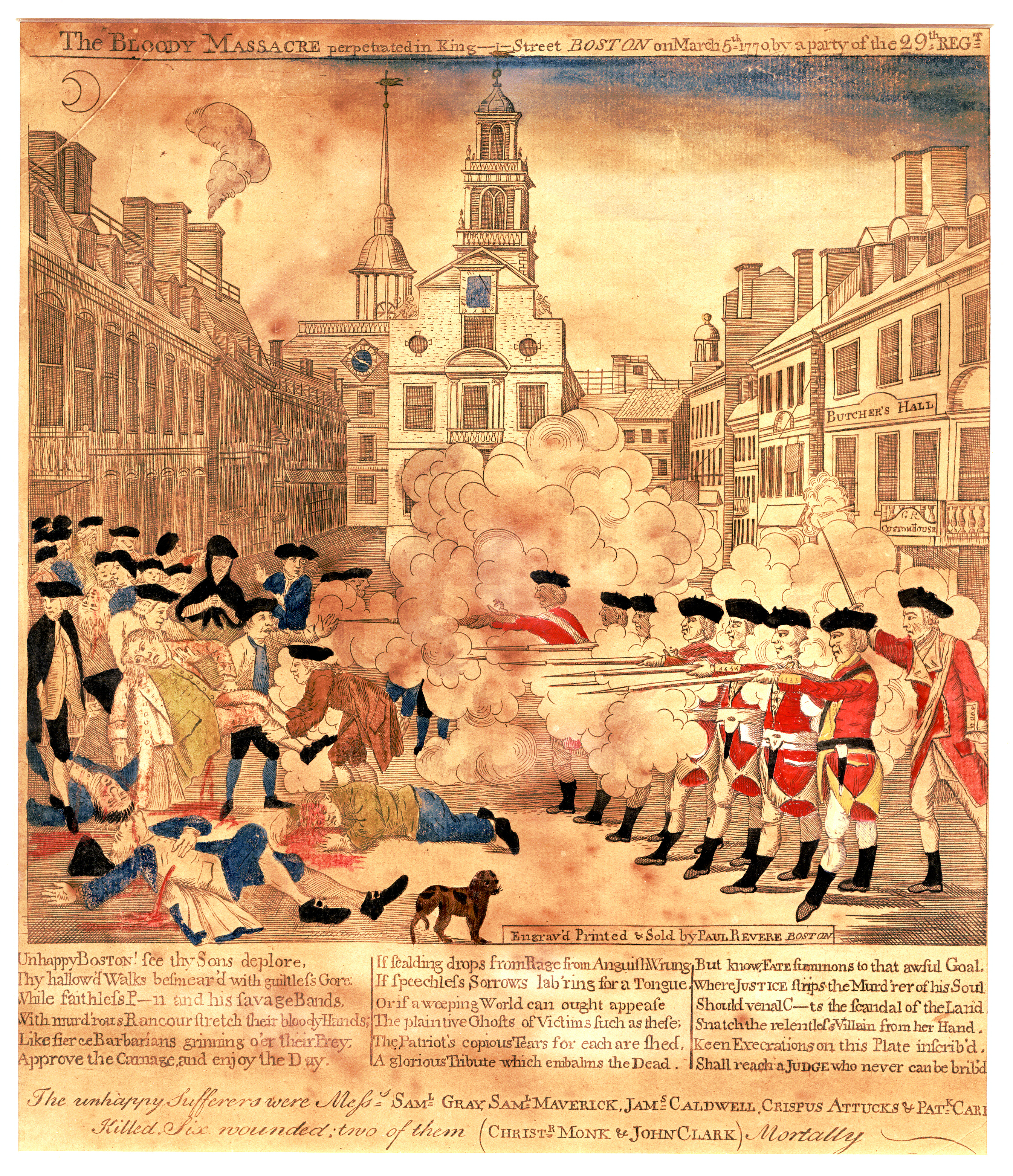
The Bloody Massacre Perpetrated in King Street Boston on March 5th, 1770. Der von dem amerikanischen Freiheitskämpfer Paul Revere angefertigte Kupferstich entstand drei Wochen nach dem Vorfall und stellt die Ereignisse nicht wahrheitsgetreu dar. Die Drucke erfuhren eine weite Verbreitung und erzielten eine erhebliche propagandistische Wirkung.

Das Massaker von Boston (engl. Boston Massacre) war ein Vorfall während der Amerikanischen Revolution in Britisch-Nordamerika am 5. März 1770, bei dem fünf Zivilisten von britischen Truppen getötet wurden. Das zum Zweck der Propaganda als „Massaker“ bezeichnete Ereignis wurde für die Gruppen, welche die Unabhängigkeit der Kolonien verfolgten, zum Fanal und trug zum Ausbruch des Amerikanischen Unabhängigkeitskrieges bei.

## Vorgeschichte und verursachender Vorfall
Die Kolonisten waren bereits über die Townshend Acts von 1767, die eine Besteuerung vieler Alltagsgegenstände einführten, aufgebracht. Um den Ausbruch von Unruhen zu verhindern, wurden britische Regimenter – unter anderem das 14th Regiment of Foot und 29th Regiment of Foot – in die Stadt verlegt, die von den Bewohnern als Besatzungsmacht empfunden wurden. Schließlich waren 1768 rund zweitausend britische Soldaten in Boston einquartiert. Die Spannungen verschärften sich dadurch, dass durch den Boykott britischer Waren Mechaniker und Ladenbesitzer arbeitslos wurden und die Soldaten sich ebenfalls um die bereits knappen Arbeitsplätze bewarben.
Auslösender Vorfall war, dass ein Perückenmacherlehrling namens Edward Garrick den britischen Offizier Captain John Goldfinch bezichtigte, seine Friseurrechnung nicht bezahlt zu haben. Goldfinch hatte in Wahrheit seine Schulden an diesem Tag bezahlt, antwortete dem Jungen aber nicht. Als Garrick nach einer Stunde sich immer noch lautstark äußerte, rief die britische Torwache vor dem Zollhaus, Private Hugh White, den Jungen zu sich und gab ihm eine Ohrfeige. Garricks Kumpane begannen die Wache anzuschreien, und ein britischer Sergeant jagte sie weg. Die Lehrlinge kehrten mit weiteren Personen zurück, riefen der Wache Beleidigungen zu und bewarfen sie mit Schneebällen und Abfall.

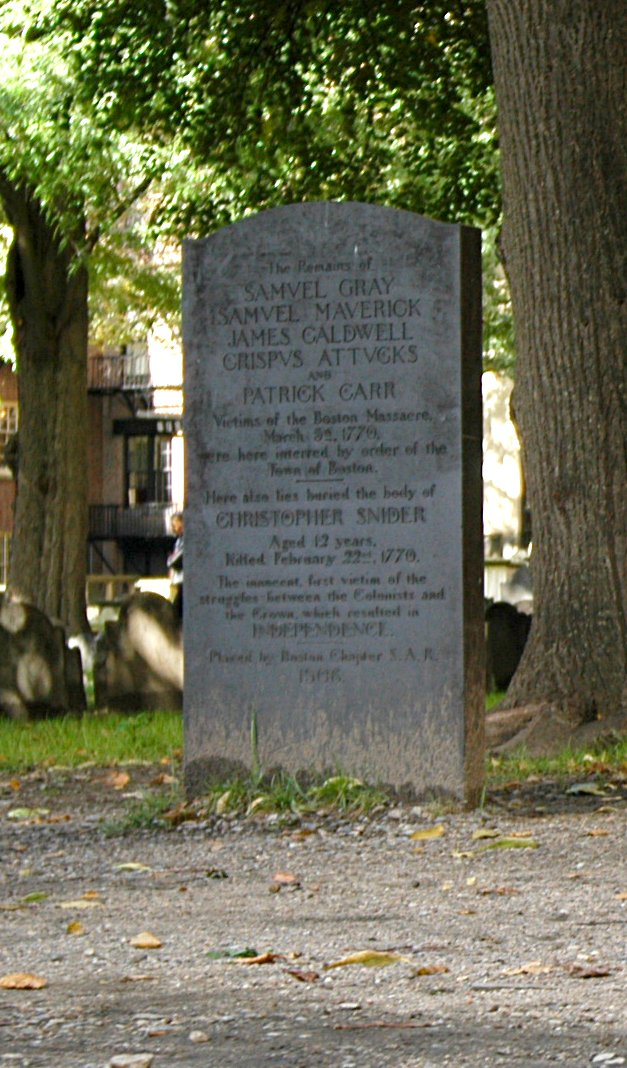
Grabstein des Boston Massacre

White schickte einen Boten zur Hauptwache mit Bitte um Unterstützung. Der Offizier vom Dienst, Captain Thomas Preston, schickte einen Corporal und sechs Soldaten, alle Grenadiere des 29th Regiment of Foot, und folgte später selbst nach. Die Menschenmenge schwoll an und begann Steine, Stöcke und Eisstücke zu werfen. Eine Gruppe von Seeleuten und Werftarbeitern kam mit großen Scheiten Feuerholz, begab sich in die vorderste Reihe der Menge und stellte sich vor den Soldaten auf.
Im Eifer des Gefechts wurde der Gefreite Montgomery zu Boden gestreckt. Dabei feuerte er seine Muskete in die Luft und rief – wie er später gegenüber einem seiner Verteidiger zugab – „Feuer“. Alle bis auf einen der Soldaten feuerten daraufhin ihre Musketen in die Menge ab. Drei amerikanische Kolonisten, der Seilmacher Samuel Gray, der Seemann James Caldwell und der Seemann Crispus Attucks, starben auf der Stelle. Der 17-jährige Samuel Maverick wurde von einem Querschläger getroffen und starb tags darauf. Der 30-jährige irische Immigrant Patrick Carr starb zwei Wochen später. Es gab außerdem sechs Verletzte.
Um den Frieden aufrechtzuerhalten, erklärten sich die Briten bereit, alle Truppen aus dem Stadtzentrum in das Castle William auf Castle Island zurückzuziehen.

## Zeitgenössische Darstellungen

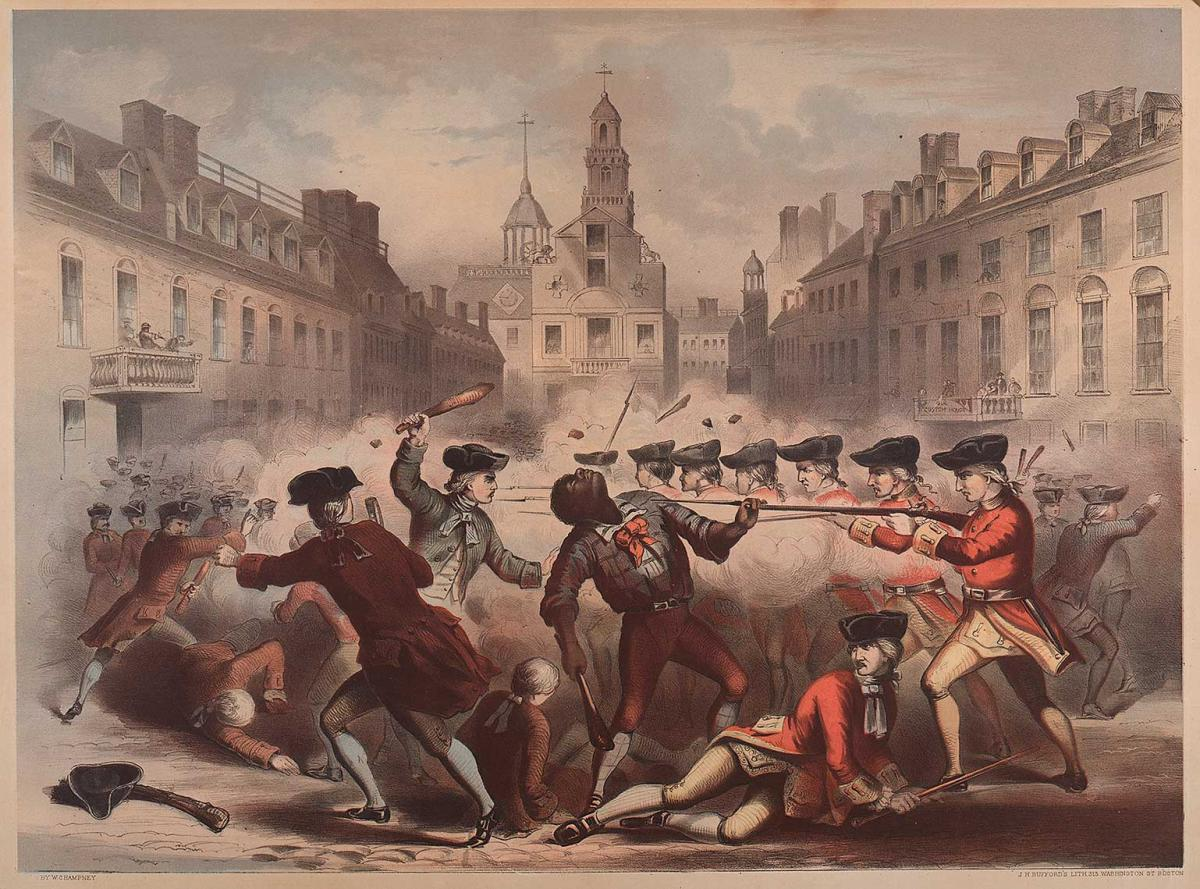
Diese Farblithografie von John Bufford stellt u. a. einen Schwarzen an prominenter Stelle dar, der wohl Crispus Attucks ist.

Das Ereignis wurde von einem jungen Bostoner Künstler, Henry Pelham, Halbbruder des berühmten Porträtmalers John Singleton Copley im Bild festgehalten. Der Bostoner Silberschmied und Kupferstecher Paul Revere fertigte einen Stich an, der sich eng an Pelhams Bild anlehnt, weshalb ihm oft auch dieses zugeschrieben wurde. Pelham und Revere führten einige propagandistisch wirksame Details hinzu, so Captain Preston, wie er seinen Männern das Feuer befiehlt und eine andere Muskete, die aus einem Fenster des Zollhauses feuert, das danach „Butcher’s Hall“ genannt wurde. Eine weitere Abweichung war die Handcolorierung von Christian Remick: Der helle blaue Himmel passt nicht mit dem Mond oder den tiefen Schatten auf der linken Seite des Bildes zusammen. Einige Kopien des Druckes zeigen einen Mann mit zwei Brustwunden und einem etwas dunkleren Gesicht, das den Beschreibungen zu Attucks entspricht, während andere keinen  Schwarzen darstellen.

## Der Gerichtsprozess
Captain Preston und die Soldaten wurden festgenommen und sollten vor ein Gericht in Suffolk County gestellt werden. John Adams, Josiah Quincy II und Robert Auchmuty agierten als Verteidiger, Sampson Salter Blowers unterstützte sie durch Untersuchungen bezüglich der Juroren. Der Solicitor General von Massachusetts, Samuel Quincy, und der Privatanwalt Robert Treat Paine, der von der Stadt Boston engagiert worden war, vertraten die Anklage. Um die Stimmung etwas abkühlen zu lassen, wurde die Verhandlung um Monate verzögert, was zu dieser Zeit ungewöhnlich war. Die Angehörigen der Jury kamen alle aus anderen Städten.
Preston hatte ein eigenes Verfahren. Er wurde freigesprochen, da die Jury nicht davon überzeugt war, dass er einen Feuerbefehl gegeben habe. Im zweiten Verfahren musste die Verteidigung die Schuld jedes einzelnen Soldaten gesondert feststellen, da ein nicht identifizierter Soldat seine Waffe nicht abgefeuert hatte und daher nicht des Totschlags oder Mordes schuldig sein konnte.
Die Jury sprach mangels Beweisen daher sechs Soldaten frei, Private Montgomery und Matthew Killroy wurden des Totschlags für schuldig befunden. Dies war damals ein Kapitalverbrechen, aber als Ersttäter wurden sie schließlich nur am Daumen gebrandmarkt und nicht gehängt. Die Entscheidungen der Jury legen nahe, dass sie von einer Bedrohung der Soldaten durch die Menge ausgingen. Patrick Carr, das fünfte Opfer, unterstützte diese Ansicht mit seiner Erklärung auf dem Sterbebett gegenüber Anwalt John Adams.

## Historische Bedeutung
Samuel Adams und seine patriotischen Kollegen titulierten die Todesfälle aus Propagandagründen als „The Boston Massacre“. Sie argumentierten, dass die Bedeutung nicht in der kleinen Zahl von Toten liege, sondern in der Politik der Briten, ein stehendes Heer zu unterhalten und Truppen einzusetzen, um damit Gesetze durchzusetzen, die sie im Parlament gegen die Einwände der lokalen Gesetzgebung in Amerika verabschiedet hatten.
Die öffentliche Beerdigung der ersten vier Opfer war zu dieser Zeit eine der größten Versammlungen Nordamerikas. Von 1771 bis 1783 führte Boston öffentliche Gedenkveranstaltungen durch, um das Andenken wach zu halten. Die amerikanische Unabhängigkeitserklärung bezog sich auf das Massaker in seiner Klage darüber, dass man „bei uns große Armeeeinheiten einquartiert hat … und diese durch ein vorgetäuschtes Gerichtsverfahren vor Bestrafung für jeden Mord, den sie an den Einwohnern dieser Staaten begehen würden, schützt“.
John Adams jedoch nannte seine Verteidigung der Soldaten des Boston Massacre eine „der mutigsten, großzügigsten, mannhaftesten und unvoreingenommensten Handlungen seines ganzen Lebens und einen der besten Dienste, die er je seinem Land geleistet habe“, obwohl auch er die historische Bedeutung des Ereignisses verstand, indem er es später „den Grundstein des unabhängigen Amerikas“ nannte.

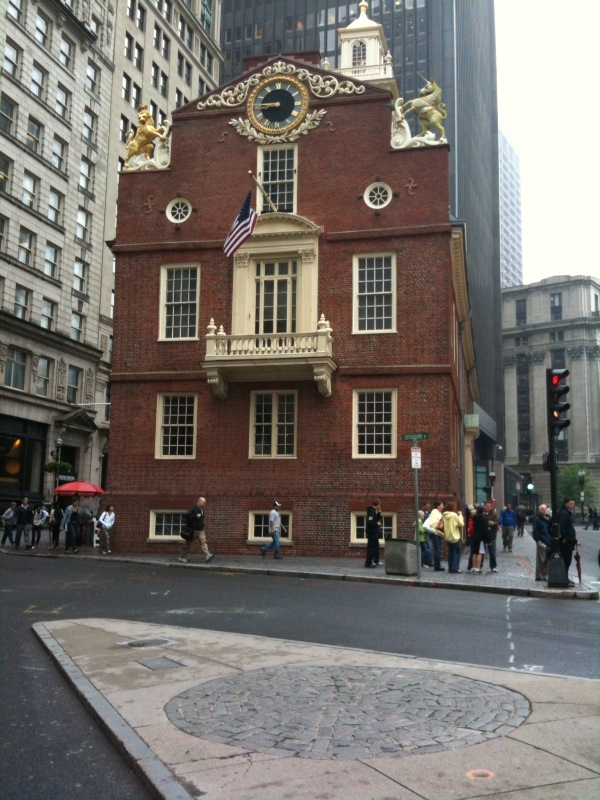
Pflastersteinkreis vor dem Old State House

Der Ort, an dem sich das Massaker abgespielt hat, ist heute durch einen Kreis aus Kopfsteinen auf der Verkehrsinsel an der Kreuzung der Devonshire- und State Street vor dem Old State House gekennzeichnet.